# Burning Blue
Burning Blue è un film del 2013 diretto da D.M.W. Greer.
Pellicola drammatica statunitense, su una sceneggiatura di Helene Kvale e dello stesso regista, tratta dall'omonima opera teatrale dello stesso Greer.

## Trama
In una squadra di quattro piloti di caccia della marina statunitense, Daniel Lynch (Trent Ford) e William Stephensen (Morgan Spector) sono amici di vecchia data e quando quest'ultimo sperimenta oscuramenti temporanei della vista, l'amico decide di coprirlo anche se ciò conduce ad un incidente in volo. Un secondo incidente aereo porta all'apertura di un'inchiesta ufficiale, condotta dall'agente John Cokely (Michael Sirow). A sostituire il pilota deceduto nell'incidente, giunge Matthew Blackwood (Rob Mayes), che non riesce subito ad amalgamarsi al gruppo, salvo sviluppare una simpatia nei confronti di Daniel. I due trascorrono insieme una giornata a New York, durante la quale scoprono d'essere attratti fisicamente l'uno dall'altro.
Mentre William sposa Susan (Tammy Blanchard), con la quale ha un bambino; Daniel lascia la ragazza con la quale si stava frequentando, preso sempre più da Matthew. Quest'ultimo, però, non è deciso a lasciarsi andare in una relazione con il commilitone. Passa il tempo e nel frattempo l'agente Cokely inizia a sospettare che a determinare gli incidenti aerei sia stata l'esistenza di relazioni omosessuali tra i piloti. Indaga quindi sulla vita privata dei quattro scoprendo elementi compromettenti per Daniel e Matthew.
Durante un'esercitazione, un ulteriore oscuramento della vista porta William a causare una collisione in volo, nella quale Matthew perde la vita. Ciò determina un'accelerazione nelle indagini, con interrogatori dei piloti sulla loro presunta omosessualità. L'inchiesta si concentra quindi su Daniel, che rischia di essere condannato per condotta inadeguata. Quando giunge dinanzi alla commissione composta da suo padre e da quello di William, ufficiali della marina, Daniel non accetta di firmare una dichiarazione che attribuirebbe al solo Matthew la responsabilità del loro comportamento.

## Produzione
Il film fa riferimento alla linea politica degli Stati Uniti d'America tra il 1994 e il 2011, in merito alla questione dell'orientamento sessuale dei membri del servizio militare, denominata "Don't ask, don't tell", che ha causato l'allontanamento di oltre 14.000 soldati statunitensi dall'esercito.